# Omar Zubillaga
Omar Jorge Zubillaga Braña (Colonia del Sacramento, 15 dicembre 1931 – 20 agosto 2019) è stato un cestista uruguaiano.

## Carriera
Con l'Uruguay disputò i Campionati del mondo del 1954, segnando 20 punti in 3 partite.